# Law & Order: UK/Episodenliste

Logo zur Serie

Diese Liste der Episoden von Law & Order: UK enthält alle Episoden der US-amerikanischen Fernsehserie Law & Order: UK, sortiert nach der britischen Erstausstrahlung. Seit 2008 entstanden in acht Staffeln 53 Episoden mit einer Länge von jeweils etwa 45 Minuten.
Die Episoden werden von ausgewählten Folgen der Originalserie Law & Order kopiert. In Kanada wurden je zwei Staffeln zusammengefasst und ausgestrahlt. Staffel 1 und 2, Staffel 3 und 4 sowie Staffel 5 und 6 sind somit auch als Staffeln erschienen.

## Übersicht
| Staffel | Episodenanzahl | Erstausstrahlung USA | Erstausstrahlung USA | Deutschsprachige Erstausstrahlung | Deutschsprachige Erstausstrahlung |
| Staffel | Episodenanzahl | Staffelpremiere      | Staffelfinale        | Staffelpremiere                   | Staffelfinale                     |
| ------- | -------------- | -------------------- | -------------------- | --------------------------------- | --------------------------------- |
| 1       | 7              | 23. Februar 2009     | 9. April 2009        | 4. Februar 2010                   | 18. März 2010                     |
| 2       | 6              | 11. Januar 2010      | 15. Februar 2010     | 25. März 2010                     | 2. Mai 2010                       |
| 3       | 7              | 9. September 2010    | 21. Oktober 2010     | 5. Mai 2011                       | 16. Juni 2011                     |
| 4       | 6              | 21. März 2011        | 11. April 2011       | 23. Juni 2011                     | 28. Juli 2011                     |
| 5       | 6              | 11. Juli 2011        | 14. August 2011      | 2. August 2012                    | 16. August 2012                   |
| 6       | 7              | 6. Januar 2012       | 17. Februar 2012     | 23. August 2012                   | 6. September 2012                 |
| 7       | 6              | 14. Juli 2013        | 18. August 2013      | 2. September 2015                 | 7. Oktober 2015                   |
| 8       | 8              | 12. März 2014        | 30. April 2014       | 14. Oktober 2015                  | 2. Dezember 2015                  |

## Staffel 1
| Nr. (ges.) | Nr. (St.) | Deutscher Titel | Originaltitel | Erstausstrahlung GB | Deutschsprachige Erstausstrahlung (FOX) | Regie           | Drehbuch           | Originalfolge von Law & Order | Erstausstrahlung CA (Citytv) |
| ---------- | --------- | --------------- | ------------- | ------------------- | --------------------------------------- | --------------- | ------------------ | ----------------------------- | ---------------------------- |
| 1          | 1         | Eiskalt         | Care          | 23. Feb. 2009       | 4. Feb. 2010                            | Omar Madha      | Chris Chibnall     | Erfroren                      | 11. Juni 2009                |
| 2          | 2         | Monster         | Unloved       | 2. März 2009        | 11. Feb. 2010                           | Andy Goddard    | Terry Cafolla      | Mörderisches Erbe             | 18. Juni 2009                |
| 3          | 3         | Abgründe        | Vice          | 9. März 2009        | 18. Feb. 2010                           | Omar Madha      | Chris Chibnall     | Der Reiz des Unbekannten      | 25. Juni 2009                |
| 4          | 4         | Blinde Justiz   | Unsafe        | 16. März 2009       | 25. Feb. 2010                           | Andy Goddard    | Chris Chibnall     | Der amerikanische Traum       | 2. Juli 2009                 |
| 5          | 5         | Trauma          | Buried        | 23. März 2009       | 4. März 2010                            | Mark Everest    | Catherine Tregenna | Vatergefühle                  | 9. Juli 2009                 |
| 6          | 6         | Brandgefährlich | Paradise      | 30. März 2009       | 11. März 2010                           | Tristram Powell | Chris Chibnall     | Die Warnung                   | 16. Juli 2009                |
| 7          | 7         | Teufel in Weiß  | Alesha        | 6. Apr. 2009        | 18. März 2010                           | Mark Everest    | Catherine Tregenna | Hilflos                       | 23. Juli 2009                |

## Staffel 2
| Nr. (ges.) | Nr. (St.) | Deutscher Titel | Originaltitel     | Erstausstrahlung GB | Deutschsprachige Erstausstrahlung (FOX) | Regie              | Drehbuch                        | Originalfolge von Law & Order | Erstausstrahlung CA (Citytv) |
| ---------- | --------- | --------------- | ----------------- | ------------------- | --------------------------------------- | ------------------ | ------------------------------- | ----------------------------- | ---------------------------- |
| 8          | 1         | Kaltblütig      | Samaritan         | 11. Jan. 2010       | 25. März 2010                           | Andy Goddard       | Chris Chibnall                  | Ehrenmänner                   | 30. Juli 2009                |
| 9          | 2         | Entführt        | Hidden            | 18. Jan. 2010       | 1. Apr. 2010                            | Julian Holmes      | Emilia di Girolamo              | Selbstverteidigung            | 6. Aug. 2009                 |
| 10         | 3         | Roter Drache    | Community Service | 25. Jan. 2010       | 11. Apr. 2010                           | Ken Grieve         | Catherine Tregenna              | Der Bürgerschreck             | 13. Aug. 2009                |
| 11         | 4         | Organraub       | Sacrifice         | 1. Feb. 2010        | 18. Apr. 2010                           | Robert Del Maestro | Terry Cafolla, Nathan Cockerill | Geschäft mit dem Leben        | 20. Aug. 2009                |
| 12         | 5         | Zahltag         | Love and Loss     | 8. Feb. 2010        | 25. Apr. 2010                           | Mark Everest       | Terry Cafolla                   | Drogenkuriere                 | 27. Aug. 2009                |
| 13         | 6         | Geschmiert      | Honour Bound      | 15. Feb. 2010       | 2. Mai 2010                             | Andy Goddard       | Chris Chibnall                  | Korruption                    | 3. Sep. 2009                 |

## Staffel 3
| Nr. (ges.) | Nr. (St.) | Deutscher Titel | Originaltitel | Erstausstrahlung GB | Deutschsprachige Erstausstrahlung (FOX) | Regie            | Drehbuch           | Originalfolge von Law & Order | Erstausstrahlung CA (Citytv) |
| ---------- | --------- | --------------- | ------------- | ------------------- | --------------------------------------- | ---------------- | ------------------ | ----------------------------- | ---------------------------- |
| 14         | 1         | Broken          | Broken        | 9. Sep. 2010        | 5. Mai 2011                             | Andy Goddard     | Emilia di Girolamo | Killerkids                    | 16. Sep. 2010                |
| 15         | 2         | Auf Bewährung   | Hounded       | 16. Sep. 2010       | 12. Mai 2011                            | Julian Holmes    | Catherine Tregenna | Zum Schutz der Gesellschaft   | 23. Sep. 2010                |
| 16         | 3         | Geisteskrank    | Defence       | 23. Sep. 2010       | 19. Mai 2011                            | Mark Everest     | Debbie O’Malley    | Selbstverteidigung            | 30. Sep. 2010                |
| 17         | 4         | Seelenheil      | Confession    | 30. Sep. 2010       | 26. Mai 2011                            | James Strong     | Terry Cafolla      | Späte Gerechtigkeit           | 7. Okt. 2010                 |
| 18         | 5         | Der tote Wärter | Survivor      | 7. Okt. 2010        | 2. Juni 2011                            | Andy Goddard     | Emilia di Girolamo | Schikanen hinter Gittern      | 14. Okt. 2010                |
| 19         | 6         | Blondes Gift    | Masquerade    | 14. Okt. 2010       | 9. Juni 2011                            | Hettie MacDonald | Richard Stokes     | Mord auf dem Campus           | 21. Okt. 2010                |
| 20         | 7         | Der Stalker     | Anonymous     | 21. Okt. 2010       | 16. Juni 2011                           | Mark Everest     | Debbie O’Malley    | Späher im Netz                | 28. Okt. 2010                |

## Staffel 4
| Nr. (ges.) | Nr. (St.) | Deutscher Titel     | Originaltitel | Erstausstrahlung GB | Deutschsprachige Erstausstrahlung (FOX) | Regie              | Drehbuch           | Originalfolge von Law & Order   | Erstausstrahlung CA (Citytv) |
| ---------- | --------- | ------------------- | ------------- | ------------------- | --------------------------------------- | ------------------ | ------------------ | ------------------------------- | ---------------------------- |
| 21         | 1         | Identität           | ID            | 21. März 2011       | 23. Juni 2011                           | Andy Goddard       | Emilia Di Girolamo | Abhängig                        | 4. Nov. 2010                 |
| 22         | 2         | Treu bis in den Tod | Denial        | 14. März 2011       | 30. Juni 2011                           | Robert Del Maestro | Catherine Tregenna | Bis, dass der Tod uns scheidet  | 11. Nov. 2010                |
| 23         | 3         | Schütteltrauma      | Shaken        | 4. Apr. 2011        | 7. Juli 2011                            | Paul Wilmshurst    | Emila Di Girolamo  | Heimweh                         | 18. Nov. 2010                |
| 24         | 4         | Brandopfer          | Duty Of Care  | 28. März 2011       | 14. Juli 2011                           | Julian Holmes      | Debbie O’Malley    | Ein kurzer, grauenvoller Moment | 25. Nov. 2010                |
| 25         | 5         | Auf offener Straße  | Help          | 7. März 2011        | 21. Juli 2011                           | James Strong       | Terry Cafolla      | Zeuge der Anklage               | 2. Dez. 2010                 |
| 26         | 6         | Leichen im Keller   | Skeletons     | 11. Apr. 2011       | 28. Juli 2011                           | Andy Goddard       | Catherine Tregenna | Der Fanatiker                   | 9. Dez. 2010                 |

## Staffel 5
| Nr. (ges.) | Nr. (St.) | Deutscher Titel       | Originaltitel | Erstausstrahlung GB | Deutschsprachige Erstausstrahlung (13th Street) | Regie         | Drehbuch             | Originalfolge von Law & Order |
| ---------- | --------- | --------------------- | ------------- | ------------------- | ----------------------------------------------- | ------------- | -------------------- | ----------------------------- |
| 27         | 1         | Atemnot               | The Wrong Man | 10. Juli 2011       | 2. Aug. 2012                                    | Marisol Adler | Debbie O’Malley      | Tödliche Cocktails            |
| 28         | 2         | Schutzlos             | Safe          | 17. Juli 2011       | 2. Aug. 2012                                    | Julian Holmes | Emilia Di Girolamo   | Plötzlicher Kindstod          |
| 29         | 3         | Infiziert             | Crush         | 24. Juli 2011       | 9. Aug. 2012                                    | Mat King      | Nicholas Hicks-Beach | Eine Frau rächt sich          |
| 30         | 4         | Amok                  | Tick Tock     | 31. Juli 2011       | 9. Aug. 2012                                    | Mark Everest  | Richard Stokes       | Die entführte Mörderin        |
| 31         | 5         | Albtraum              | Intent        | 7. Aug. 2011        | 16. Aug. 2012                                   | Julian Holmes | Debbie O’Malley      | Vollrausch                    |
| 32         | 6         | Todesschüsse – Teil 1 | Deal (1)      | 14. Aug. 2011       | 16. Aug. 2012                                   | Andy Goddard  | Emilia De Gorilamo   | Opfer und Täter               |

## Staffel 6
| Nr. (ges.) | Nr. (St.) | Deutscher Titel          | Originaltitel        | Erstausstrahlung GB | Deutschsprachige Erstausstrahlung (13th Street) | Regie         | Drehbuch             | Originalfolge von Law & Order          |
| ---------- | --------- | ------------------------ | -------------------- | ------------------- | ----------------------------------------------- | ------------- | -------------------- | -------------------------------------- |
| 33         | 1         | Todesschüsse – Teil 2    | Survivor’s Guilt (2) | 28. Sep. 2011       | 23. Aug. 2012                                   | Andy Goddard  | Emilia di Girolamo   | Das falsche Kreuz                      |
| 34         | 2         | Immunität                | Immune               | 5. Okt. 2011        | 23. Aug. 2012                                   | James Strong  | Nicholas Hicks-Beach | Ein Hauch von Unglaubwürdigkeit        |
| 35         | 3         | Erlösung                 | Haunted              | 12. Okt. 2011       | 30. Aug. 2012                                   | Mat King      | Suzie Smith          | Brücke in die Vergangenheit            |
| 36         | 4         | Explosiv                 | Trial                | 19. Okt. 2011       | 30. Aug. 2012                                   | David O’Neill | Nicholas Hicks-Beach | Leitfaden für Attentäter               |
| 37         | 5         | Vergewaltigt             | Line Up              | 26. Okt. 2011       | 6. Sep. 2012                                    | M.T. Adler    | Emilia di Girolamo   | Einwilligung                           |
| 38         | 6         | 24 Stunden               | Dawn Till Dusk       | 2. Nov. 2011        | 6. Sep. 2012                                    | Mark Everest  | Richard Stokes       | Blutiger Alltag                        |
| 39         | 7         | Gefährliche Liebschaften | Fault Lines          | 9. Nov. 2011        | 6. Sep. 2012                                    | James Strong  | Emilia di Girolamo   | Schön ist die Lüge, nicht die Wahrheit |

## Staffel 7
| Nr. (ges.) | Nr. (St.) | Deutscher Titel | Originaltitel | Erstausstrahlung GB | Deutschsprachige Erstausstrahlung (D) | Regie          | Drehbuch             |
| ---------- | --------- | --------------- | ------------- | ------------------- | ------------------------------------- | -------------- | -------------------- |
| 40         | 1         | Entgleist       | Tracks        | 14. Juli 2013       | 2. Sep. 2015                          | Mat King       | Emilia di Girolamo   |
| 41         | 2         | Schuldfrage     | Tremors       | 21. Juli 2013       | 9. Sep. 2015                          | Mat King       | Emilia di Girolamo   |
| 42         | 3         | Rabenvater      | Paternal      | 28. Juli 2013       | 16. Sep. 2015                         | Jill Robertson | Nicholas Hicks-Beach |
| 43         | 4         | Vaterkomplex    | Fatherly Love | 4. Aug. 2013        | 23. Sep. 2015                         | Jill Robertson | Noel Farragher       |
| 44         | 5         | Hungertod       | Mortal        | 11. Aug. 2013       | 30. Sep. 2015                         | Joss Agnew     | Nicholas Hicks-Beach |
| 45         | 6         | Abhängigkeit    | Dependant     | 18. Aug. 2013       | 7. Okt. 2015                          | Joss Agnew     | Jane Hudson          |

## Staffel 8
| Nr. (ges.) | Nr. (St.) | Deutscher Titel | Originaltitel    | Erstausstrahlung GB | Deutschsprachige Erstausstrahlung (D) | Regie          | Drehbuch             |
| ---------- | --------- | --------------- | ---------------- | ------------------- | ------------------------------------- | -------------- | -------------------- |
| 46         | 1         | Blutdiamanten   | Flaw             | 12. März 2014       | 14. Okt. 2015                         | Mat King       | Nicholas Hicks-Beach |
| 47         | 2         | Schutzbefohlene | Safe from Harm   | 19. März 2014       | 21. Okt. 2015                         | Mat King       | Tom Grieves          |
| 48         | 3         | Unruhen         | I Predict A Riot | 26. März 2014       | 28. Okt. 2015                         | Mat King       | Richard Stokes       |
| 49         | 4         | Stolz           | Pride            | 2. Apr. 2014        | 4. Nov. 2015                          | Matt King      | Matt Evans           |
| 50         | 5         | Brauchtum       | Customs          | 9. Apr. 2014        | 11. Nov. 2015                         | Joss Agnew     | Jamie Crichton       |
| 51         | 6         | Geburtshelfer   | Bad Romance      | 16. Apr. 2014       | 18. Nov. 2015                         | Joss Agnew     | Louise Ironside      |
| 52         | 7         | Familienfehde   | Hard Stop        | 23. Apr. 2014       | 25. Nov. 2015                         | Jill Robertson | Noel Farragher       |
| 53         | 8         | Abschussliste   | Repeat to Fade   | 30. Apr. 2014       | 2. Dez. 2015                          | Jill Robertson | Richard Stokes       |